# Molson Indy Vancouver 2001
Molson Indy Vancouver 2001 var ett race som var den femtonde deltävlingen i CART World Series 2001. Racet kördes den 2 september på GM Place i Vancouver, Kanada. Roberto Moreno tog sin första seger för säsongen, och sin andra seger i CART-karriären, efter att ha vunnit i Burke Lakefront Airport 2000. Gil de Ferran slutade tvåa, och därmed tog 2000 års mästare över mästerskapsledningen, sedan varken Kenny Bräck eller Hélio Castroneves figurerade i toppen av racet. Michael Andretti slutade på tredje plats.

## Slutresultat
| Plats | Förare               | Team                     | Grid | Kvaltid  |
| ----- | -------------------- | ------------------------ | ---- | -------- |
| 1     | Roberto Moreno       | Patrick Racing           | 7    | 1.01,260 |
| 2     | Gil de Ferran        | Marlboro Team Penske     | 3    | 1.00,933 |
| 3     | Michael Andretti     | Team Motorola            | 11   | 1.01,716 |
| 4     | Tony Kanaan          | Mo Nunn Racing           | 13   | 1.01,760 |
| 5     | Oriol Servià         | Sigma Autosport          | 22   | 1.02,472 |
| 6     | Michel Jourdain Jr.  | Herdez Bettenhausen      | 21   | 1.03,332 |
| 7     | Tora Takagi          | Walker Racing            | 18   | 1.02,023 |
| 8     | Kenny Bräck          | Team Rahal               | 4    | 1.00,943 |
| 9     | Dario Franchitti     | Team KOOL Green          | 19   | 1.02,074 |
| 10    | Memo Gidley          | Chip Ganassi Racing      | 20   | 1.02,207 |
| 11    | Christian Fittipaldi | Newman/Haas Racing       | 12   | 1.01,717 |
| 12    | Bruno Junqueira      | Chip Ganassi Racing      | 6    | 1.01,194 |
| 13    | Scott Dixon          | PacWest Racing           | 17   | 1.02,007 |
| 14    | Shinji Nakano        | Fernández Racing         | 24   | 1.02,583 |
| 15    | Maurício Gugelmin    | PacWest Racing           | 16   | 1.01,879 |
| 16    | Patrick Carpentier   | Forsythe Racing          | 2    | 1.00,924 |
| 17    | Bryan Herta          | Zakspeed/Forsythe Racing | 26   | 1.03,225 |
| 18    | Hélio Castroneves    | Marlboro Team Penske     | 5    | 1.00,998 |
| 19    | Jimmy Vasser         | Patrick Racing           | 15   | 1.01,822 |
| 20    | Cristiano da Matta   | Newman/Haas Racing       | 14   | 1.01,783 |
| 21    | Adrián Fernández     | Fernández Racing         | 10   | 1.01,711 |
| 22    | Max Papis            | Team Rahal               | 9    | 1.01,668 |
| 23    | Alex Tagliani        | Forsythe Racing          | 1    | 1.00,872 |
| 24    | Alex Zanardi         | Chip Ganassi Racing      | 23   | 1.02,519 |
| 25    | Max Wilson           | Arciero/Brooke Racing    | 25   | 1.02,835 |
| 26    | Paul Tracy           | Team KOOL Green          | 8    | 1.01,488 |